# 西西里岛桑布卡
西西里岛桑布卡（義大利語：Sambuca di Sicilia）是意大利阿格里真托省的一个市镇。总面积95.93平方公里，人口6254人，人口密度65.2人/平方公里（2009年）。ISTAT代码为084034。此處因為人口下降，不少居民因為無力修葺自己的物業，而將之交予本地政府。2019年，政府發起1歐元賣樓的政策，希望吸引外國人翻新及入住這些房屋，藉以增加人口及振興經濟。西西里岛桑布卡亦因此得到國際媒體的關注。